# Díode Shockley
|  | No s'ha de confondre amb Díode Schottky. |

Símbol del díode Shockley.

Un  díode Shockley  és un dispositiu de dos terminals que té dos estats estables: un de bloqueig, o d'alta impedància, i de conducció, o baixa impedància. No s'ha de confondre amb el díode de barrera Schottky.
Està format per quatre capes de semiconductor de tipus N i P, disposades alternadament. És un tipus de tiristor.

## Funcionament
La corba característica Tensió-Corrent (V-I) del diode Schottky es mostra a la figura.
La regió I és la regió d'alta impedància i la III, la regió de baixa impedància. Per passar de l'estat apagat al de conducció, s'augmenta la tensió en el díode fins a aconseguir la tensió de commutació, anomenada Vs. La impedància del díode descendeix bruscament, fent que el corrent que el travessa s'incrementi i disminueixi la tensió, fins a aconseguir un nou equilibri en la regió III (punt B). Per tornar a l'estat apagat, es disminueix el corrent fins al corrent de manteniment, anomenada Ih. En aquest instant el díode augmenta la seva impedància, reduint, encara més el corrent, mentre augmenta la tensió en els seus terminals, creuant la regió II, fins que arriba el nou equilibri a la regió I (punt A). La tensió inversa d'allau és denominada Vrb.
Aquest dispositiu va ser desenvolupat per William Bradford Shockley després d'abandonar els Laboratoris Bell i fundar Shockley Semiconductor.